# Diecezja Morón
Diecezja Morón (łac. Dioecesis Moronensis) – diecezja Kościoła rzymskokatolickiego w Argentynie. Należy do metropolii Buenos Aires. Została erygowana przez papieża Piusa XII bullą Quandoquidem Adoranda 11 lutego 1957.

## Biskupi
- Miguel Raspanti SDB (1957-1980)
- Justo Oscar Laguna (1980-2004)[2]
- Luis Eichhorn (2004[2]-2017[3])
- Jorge Vázquez (2017–2025[3])
- Alejandro Benna (nominat)